# Phoroncidia reimoseri
Phoroncidia reimoseri är en spindelart som beskrevs av Claude Lévi 1964. Phoroncidia reimoseri ingår i släktet Phoroncidia och familjen klotspindlar. Inga underarter finns listade i Catalogue of Life.